# Бібліотека імені Л. Каніщенка Західноукраїнського національного університету
Бібліотека ім. Л. Каніщенка Західноукраїнського національного університету — структурний підрозділ університету, де сконцентровані джерела наукової та навчальної інформації. Має ім'я українського вченого-економіста, педагога, громадського діяча, першого ректора Західноукраїнського національного університету Леоніда Каніщенка.

## Історія
Історія бібліотеки починається у 1966 році, коли в м. Тернополі було створено окремий навчальний підрозділ фінансово-економічного факультету Київського інституту народного господарства. Від 1971 року книгозбірня носила назву бібліотеки Тернопільського фінансово-економічного інституту, від 1989 — Тернопільського інституту народного господарства, від 1994 — Тернопільської академії народного господарства, від 2005 — Тернопільського державного економічного університету, а вже з 2020 — Західноукраїнського національного університету. 29 вересня 2006 року університет отримав статус «національного». При цьому бібліотека університету постала у своїй новій змістовній якості.
З травня 2011 року бібліотека ТНЕУ працює в новому спеціалізованому приміщенні. Користувачі бібліотеки отримали у своє розпорядження новий читальний зал (80 робочих місць), зал для аспірантів та викладачів (16 робочих місць) а також ще один сучасний зал електронних ресурсів (45 користувацьких місць). В цей же час було створено окремий підрозділ — абонемент наукової літератури.
У бібліотеці функціонує локальна комп'ютерна мережа. З грудня 2002 року бібліотека використовує АБІС «УФД/Бібліотека». Штат налічує 28 фахівців.
У 2013 році бібліотека університету стала учасником Міжнародного консорціуму навчальних закладів з України, Польщі та Литви. Мета членства — налагодження багатосторонньої співпраці, організація професійного навчання та підвищення кваліфікації працівників, реалізація масштабних наукових проєктів та підтримка добросусідських відносин. Бібліотека приєдналася до бібліотек-учасниць мережі університетів прикордоння.
Враховуючи великий внесок у створення університетської бібліотеки, зроблений першим ректором навчального закладу, кандидатом економічних наук, заслуженим працівником освіти України, академіком Національної академії педагогічних наук України Каніщенком Леонідом Олексійовичем, за результатом відкритого голосування на засіданні вченої ради університету, що відбулося 21 жовтня 2016 року, бібліотеку перейменовано в «Бібліотеку ім. Л. Каніщенка Тернопільського національного економічного університету». У серпні 2020 року, у зв'язку зі зміною назви самого ЗВО, бібліотека отримала свою сучасну назву — бібліотека ім. Л.Каніщенка ЗУНУ.

## Директори
| № з/п | Роки      | Директор        |
| ----- | --------- | --------------- |
| 1     | 1967—1972 | Б. Г. Багрій    |
| 2     | 1972—1977 | В. Д. Жаворонко |
| 3     | 1977—1992 | Л. Б. Ізофатова |
| 4     | 1992—2020 | К. З. Возьний   |
| 5     | 2020—2021 | А. В. Панчук    |
| 6     | від 2021  | К. З. Возьний   |

## Структура
У бібліотеці функціонують такі структурні підрозділи:
- відділ комплектування та наукової обробки літератури;
- інформаційно-бібліографічний відділ;
- інформаційно-технічний відділ;
- відділ обслуговування (3 абонементи, 6 читальних залів).

## Фонд
Фонд бібліотеки налічує 685136 одиниць зберігання. Серед них: наукової літератури — 322921 примірник, навчальної — 344260 примірників, художньої літератури — 22555 примірників. Періодичних видань понад 140 тис. Інституційний репозитарій бібліотеки (DSpace) налічує, станом на 1 січня 2024 року, 47279 повнотекстових електронних видань.  Вся література проіндексована, штрихкодована і отримала екслібрис бібліотеки[значущість факту?]. Інформація про нові надходження систематично оновлюється на сайті бібліотеки та висвітлюється у соціальних мережах.

## Інформаційно-довідковий апарат
Для оперативного пошуку документів у бібліотеці, починаючи з 2002 року, функціонує система як традиційних так і електронних каталогів. Активне застосування в роботі бібліотеки інноваційних технологій, зумовило помітне зростання якості та сервісності інформаційно-бібліографічного обслуговування. Найперше, воно стало більш оперативне і зручне для користувачів. Застосування в роботі вебверсії АБІС УФД/Бібліотека, зокрема такого ресурсу, як електронний каталог (ЕК), помітно спростило процес пошуку необхідної інформації. ЕК бібліотеки функціонально об'єднує в собі пошукові можливості його карткових аналогів — абеткового та систематичного каталогів — а також систематичної картотеки статей. Починаючи з 2017 р., традиційні карткові каталоги не використовуються.

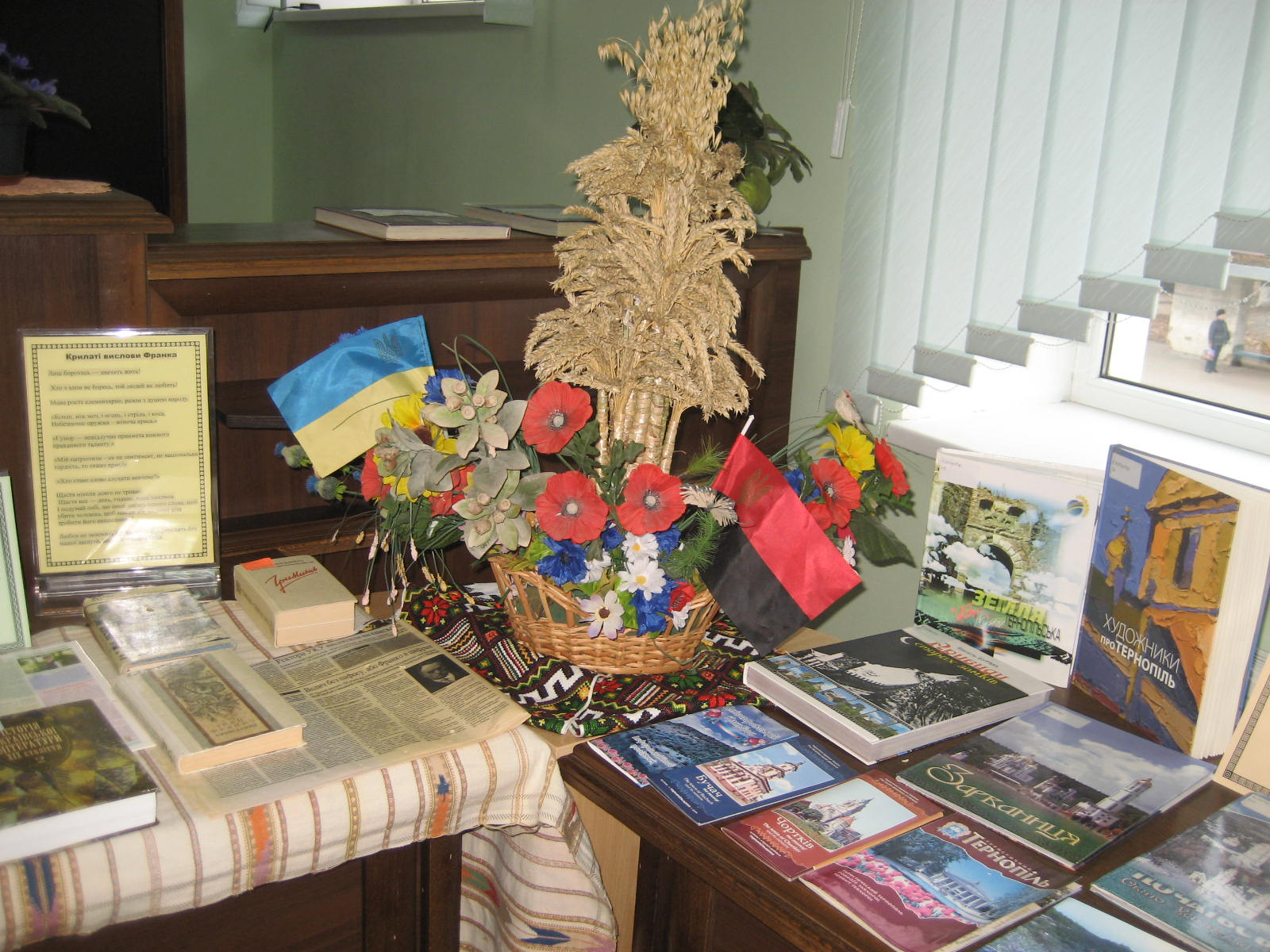
Книжкова виставка, приурочена до 50-річчя ТНЕУ

На сайті бібліотеки працює віртуальна довідкова служба. Вона є частиною інформаційного сервісу бібліотеки, що допомагає користувачеві, без фізичної присутності у книгозбірні, знайти необхідну йому інформацію про книги, статті а також підібрати список літератури за визначеною темою. Довідка виконується кваліфікованим бібліографом і, у формі персональної відповіді, надсилається на електронну адресу користувача, вказану при реєстрації. У бібліотеці започатковано сервіс з електронної доставки документів. Ця послуга надає можливість отримати електронну копію друкованого видання.
У 2015 році бібліотека ТНЕУ розпочала кардинальну програмно-технічну реконструкцію власного інституційного репозитарію. У попередні роки бібліотекою проводилася відповідна робота з використанням власних програмно-технічних засобів. У зв'язку із необхідністю розширення науково-інформаційної присутності бібліотеки в освітньому кіберпросторі світу та нарощування поточних індексів цитованості праць вчених ТНЕУ, включених у наш репозитарій, у 2015 році розпочато роботу з переведення ресурсу на іншу програмну платформу (DSpace). Репозитарій включено у світовий вебометричний рейтинг інституційних репозитаріїв бібліотек (Transparent Ranking: Institutional Repositories).
Структура сучасного електронного репозитарію Західноукраїнського національного університету включає:
- видання бібліотеки ім. Л. Каніщенка ЗУНУ[4];
- газети ЗУНУ[5];
- дисертації та автореферати[6];
- кваліфікаційні роботи студентів[7];
- конференції[8];
- монографії[9];
- навчальна література[10];
- наукові видання ЗУНУ[11];
- наукові праці викладачів ЗУНУ[12];
- патенти[13];
- інші розділи.

## Діяльність
Свою науково-бібліографічну роботу працівники бібліотеки розпочали з формування карткових каталогів книжкового фонду у 1970 році. Пізніше рамки, форми та напрямки наукової роботи значно розширилися. Провідні фахівці бібліотеки ЗУНУ беруть участь у різнопланових професійних заходах (міжнародні, національні та регіональні семінари, вебінари, наукові конференції з питань організації ефективної бібліотечної роботи). Вони регулярно інформують викладачів та аспірантів університету, усіх стейкхолдерів освітньо-наукового процесу з актуальних питань та проблем, беруть участь у соціологічних дослідженнях, розробляють спеціально регламентовану документацію, надають консультації щодо підвищення якості наукометричної присутності вчених університету в світовому науковому просторі. З метою формування позитивного іміджу університету та бібліотеки, підвищення якості процесу інформаційного забезпечення потреб користувачів бібліотечних ресурсів, було започатковано серію видань бібліографічних покажчиків, присвячених науковій та педагогічній діяльності авторитетних науковців університету, окремих інститутів, факультетів та кафедр. Серед укладачів: Л. Ващишин, В. Гриськів, А. Панчук, С. Івасьєв, Г. Кругляк, Н. Ліжанська, Л. Олійник, Н. Пісоцька, Л. Смакоус, О. Фецьо, Г. Філіповська.
У 2012 році за ініціативою директора бібліотеки К. З. Возьного було започатковано проєкт серійного бібліографічного видання «Каталог праць викладачів ТНЕУ». Ця серія включає, згруповані за роками, бібліографічні описи таких академічних текстів як монографії, підручники, навчальні посібники і збірники наукових конференцій. Відомості про бібліографічні покажчики та їх повнотекстові документи регулярно розміщуються на сайті бібліотеки.
Чималу увагу у своїй роботі бібліотека приділяє соціокультурному напрямку, адже переважна більшість відвідувачів бібліотеки — молоді люди, студентство. Методи та форми соціокультурної роботи бібліотеки ЗУНУ різноманітні і проявляються через такі активності, як творчі зустрічі, літературні вечори, круглі столи, вебінари, гостьові лекції, авторські проєкти, презентації, години духовності, волонтерські акції тощо. Бібліотека регулярно організовує тематичні книжкові виставки як в електронному форматі, так і з використанням різних цікавих університетських локацій.

У липні 2018 року інституційний репозитарій бібліотеки включено до світового вебометричного рейтингу транспарентності ТОП-1000. За результатами літньої сесії 2022 року у цьому рейтингу бібліотека посіла почесне 96 місце у світі та 4 в Україні.